# AT&T T-12
AT&T T-12 (ehemals DirecTV-12) ist ein Fernsehsatellit, welcher HDTV-Fernsehen für DirecTV-Nutzer in Nordamerika bietet.
Er wurde am 29. Dezember 2009 auf einer Proton-M-Trägerrakete vom Kosmodrom Baikonur gestartet. Neun Stunden später setzte die Bris-M-Oberstufe den Satelliten in der vorgesehenen Umlaufbahn ab. Nach dem Testbetrieb wurde der Satellit in seine endgültige Position auf Position 103° West gebracht.
Er ist der dritte von drei identischen DirecTV-Satelliten (DirecTV-10, -11 und -12), welche auf Basis des Satellitenbus Boeing 702 gebaut wurden. Der Vertrag mit Boeing wurde 2004 unterschrieben. DirecTV-10 wurde am 7. Juli 2007 von International Launch Services vom Weltraumbahnhof Baikonur mit einer Proton-M-Trägerrakete gestartet und auf Position 102,775° West gebracht. DirecTV-11 wurde am 19. März 2008 von Sea Launch im Pazifik mit einer Zenit-3SL gestartet.

## Technik
AT&T T-12 überträgt größtenteils MPEG-4 kodierte Signale, was eine effektivere Übertragung gegenüber den in MPEG-2 kodierten Standardkanälen und somit eine größere Anzahl von Kanälen erlaubt.
Der Satellit besitzt 32 aktive und 12 Reserve-Ka-Band-Sender zur großflächigen Übertragung von überregionalen Programmen sowie 55 aktiven und 15 Reserve-Spotsender für lokale Fernsehkanäle. Als Sender werden Wanderfeldröhren benutzt, welche von UTJ-Galliumarsenid-Solarzellenflächen mit einer Spannweite von 48,1 m und 18 kW Leistung (BOL) mit Energie versorgt werden. Abgestrahlt werden die Signale über zwei Ka-Band-Antennen mit je 2,8 Meter Durchmesser und neun anderen Ka-Band-Antennen.